# برنارد کاباندا
برنارد کاباندا اسلونگو (۱۹۵۹ – ۴ سپتامبر ۱۹۹۹) گیتاریست اوگاندایی بود. او به تازگی از طریق حضور در جشنوارهٔ WOMAD در ایالات متحده و بریتانیا در سال ۱۹۹۹ در زمینهٔ موسیقی ملل به شهرتی قابل اعتنا دست یافته بود، اما این شهرت طولی نکشید؛ چرا که کمتر از دو ماه پس از اجرایش در جشنواره، در سن ۴۰ سالگی بر اثر ایدز درگذشت.
قبل از مرگ، او آلبومی را به نام Olugendo ضبط و منتشر کرد.
او در خیابان‌های کامپالا، پایتخت اوگاندا، در حال نواختن گیتاری که خودش از ضایعات ساخته بود، کشف شد. او به تک‌نوازی یا با نواختن سازهای کوبه‌ای ساده که در میخانه‌های کامپالا می‌نواخت، قناعت کرده بود و این کار را در جشنوارهٔ WOMAD نیز انجام داد و به همراه ساموئل باکابولیندی به نواختن سازهایی پرداختند که از ضایعات درست کرده بودند.